# Jean-Pierre Adams
Jean-Pierre Adams (* 10. März 1948 in Dakar, Französisch-Westafrika; † 6. September 2021 in Nîmes) war ein französischer Fußballspieler auf der Position des Innenverteidigers. Zwischen 1972 und 1976 bestritt er insgesamt 22 Länderspiele für die Französische Fußballnationalmannschaft. Von März 1982 bis zu seinem Tod lag er infolge eines Narkosefehlers im Koma.

## Leben
Adams wurde am 10. März 1948 in Französisch-Westafrika, dem heutigen Senegal, geboren, wo er bis zu seinem zehnten Lebensjahr lebte. Während einer Pilgerreise nach Montargis im Département Loiret zusammen mit seiner Großmutter, einer gläubigen Katholikin, meldete sie ihn an einer örtlichen katholischen Schule der Saint-Louis de Montargis an. Kurz nach seiner Ankunft im Land wurde er von einem französischen Ehepaar adoptiert. Während seines Studiums arbeitete Adams bei einem örtlichen Gummihersteller und fing an, bei mehreren lokalen Vereinen in der Region Loiret Fußball zu spielen.
Adams heiratete seine Frau Bernadette im April 1969. Im selben Jahr wurde ein Sohn geboren, 1976 ein weiterer.

## Vereinskarriere
Adams begann 1967 seine Spielerkarriere auf der Position eines Stürmers. Mit der Mannschaft von Entente BFN erreichte er Platz zwei in der Amateurliga Championnat de France Amateur. 1970 schloss er sich Olympique Nîmes an und wechselte auf die Position des Innenverteidigers. Mit starken Leistungen empfahl er sich 1972 als torgefährlicher Abwehrspieler für die Nationalmannschaft. 1972 gewann Nîmes den Alpenpokal und wurde Vizemeister in der Division 1 1971/72.
1973 erfolgte der Wechsel zum OGC Nizza, 1977 schloss er sich Paris Saint-Germain an. In dieser Zeit war er stets Stammspieler bei seinen Vereinen. Nach Ablauf seines Vertrages bei den Parisern schloss er sich 1979 dem FC Mulhouse für eine Saison an. Von 1980 bis 1981 ließ er seine Karriere beim FC Chalon ausklingen, wo er mit Josef Klose, dem Vater von Miroslav Klose, zusammen spielte.

## Nationalmannschaft
Sein Wechsel in die Innenverteidigung und starke Leistungen bei Nîmes rückten ihn schon bald in den Blickpunkt der Nationalmannschaft Frankreichs. Am 15. Juni 1972 machte er in einem inoffiziellen Länderspiel gegen eine Auswahl von afrikanischen Fußballern sein Länderspieldebüt. Am 13. Oktober desselben Jahres bestritt er im Rahmen der Qualifikation zur Fußball-Weltmeisterschaft 1974 sein erstes offizielles Länderspiel gegen die Fußballnationalmannschaft der UdSSR, das Frankreich mit 1 : 0 gewann. In den nächsten Spielen erkämpfte er sich neben seinem späteren Freund Marius Trésor einen Stammplatz in der Innenverteidigung und erhielt dank seiner harten Spielweise und seines souveränen Auftretens den Spitznamen Schwarzer Felsen. Am 1. September 1976 bestritt er gegen die Nationalmannschaft von Dänemark sein letztes von insgesamt 22 Länderspielen. Eine Teilnahme an einer Europa- oder Weltmeisterschaft blieb ihm verwehrt.

## Operation und Koma
Am 17. März 1982 ließ sich Adams im Hôpital Édouard Herriot in Lyon am Knie operieren. Dabei dosierte der behandelnde Anästhesist das Narkosemittel falsch und Adams erlitt einen Bronchospasmus, das heißt, die Muskeln, die die Atemwege umspannen, verkrampften und er erlitt einen Sauerstoffmangel im Gehirn. Seitdem lag Adams 39 ½ Jahre lang im Wachkoma. Er starb am 6. September 2021 im Alter von 73 Jahren.
Der Anästhesist wurde 1990 in einem Prozess schuldig gesprochen. Er wurde zu einer Geldstrafe von umgerechnet 750 Euro und einem Monat Haft auf Bewährung verurteilt.

## Erfolge

### Verein
- 1972: Alpenpokal mit Olympique Nîmes
- 1972: Vizemeisterschaft Division 1 1971/72